# Valerio Fiori
Valerio Fiori (Roma, 27 aprile 1969) è un allenatore di calcio ed ex calciatore italiano, di ruolo portiere, preparatore dei portieri del Monza.

## Biografia
Si è laureato in giurisprudenza il 12 luglio 2007 presso l'Università "Sapienza" di Roma.
Ha due figli, Emanuele e Daniele. Il primo è stato un concorrente del Grande Fratello.

## Caratteristiche tecniche
Ritenuto in giovane età uno dei più promettenti portieri italiani, era dotato di buon senso della posizione tra i pali, risultando tuttavia meno efficace nelle uscite.

## Carriera

### Giocatore

#### Club

Valerio Fiori ai tempi della Lazio

Cresciuto calcisticamente nell’AS Montesacro Lazio, si trasferisce poi alla Lodigiani, con la quale nella stagione 1985-1986 esordisce in un campionato professionistico come quello di Serie C2. Nel 1986 viene acquistato dalla Lazio, con cui vince il Campionato Primavera 1986-1987, e debutta in prima squadra l'8 gennaio 1989, a 19 anni, contro la Fiorentina. A partire dalla stagione successiva diventa titolare, ruolo che mantiene fino al 1992, e viene considerato tra i più promettenti portieri italiani. Nelle annate successive il rendimento diminuisce, e viene criticato dall'ambiente laziale e dalla tifoseria; a causa delle sue incertezze, la Gialappa's Band lo soprannomina Saponetta Fiori. Nel corso della stagione 1992-1993 commette diversi errori, tra cui quello decisivo per l'eliminazione dalla Coppa Italia, contro il Torino, e viene sostituito nel ruolo di titolare da Fernando Orsi.
Nell'estate 1993 si trasferisce al Cagliari per 2,5 miliardi di lire, dopo aver difeso la porta laziale per 117 partite di campionato. In Sardegna gioca tre stagioni da titolare; vi ritrova la fiducia dell'ambiente e continuità di prestazioni, e partecipa da titolare alla Coppa UEFA 1993-1994, nella quale i sardi vengono eliminati in semifinale. Anche a Cagliari viene contestato dalla tifoseria, nella sua ultima stagione, nella quale si alterna con Beniamino Abate, e nel 1996 si trasferisce in Serie B, al Cesena. Con i romagnoli disputa un'annata condizionata da errori ed infortuni, e perde il posto da titolare a favore di Andrea Sardini; al termine del campionato la squadra retrocede in C1.
Nel 1997 torna in Serie A, ingaggiato dalla Fiorentina come riserva di Francesco Toldo. Gioca una sola partita di campionato e 3 di Coppa Italia, e a fine stagione lascia i viola per trasferirsi al Piacenza, sempre in Serie A; qui disputa il suo ultimo campionato da titolare, nel quale commette numerosi errori che nel finale di stagione portano alla sostituzione con Sergio Marcon.
Scaduto il contratto con il Piacenza, nel 1999 passa al Milan, squadra nella quale ricopre il ruolo di terzo portiere. Rimane con i rossoneri per nove stagioni, fino al ritiro nel 2008, disputando in tutto due partite: a Piacenza il 24 maggio 2003 (ultima giornata del campionato di Serie A 2002-2003, gara in cui scesero in campo molte riserve per far riposare i titolari in vista dell'imminente finale di Champions League contro la Juventus), e il 18 dicembre 2003 a San Siro contro la Sampdoria in Coppa Italia, quando subentra all'infortunato Christian Abbiati, nella partita finita 1-0 per i rossoneri.

#### Nazionale
Ha collezionato 4 presenze su 9 convocazioni nella Nazionale italiana Under-21, senza mai subire gol.

### Allenatore
Dalla stagione 2008-2009 al 2016 ricopre il ruolo di preparatore dei portieri per il Milan. Dopo una breve parentesi con i cinesi dello Shenzhen e con gli spagnoli del Deportivo La Coruña, club allenati dall'ex compagno di squadra Clarence Seedorf, il 5 luglio 2018 il Milan comunica il suo ritorno in rossonero nello stesso ruolo che aveva lasciato 2 anni prima. Nel settembre del 2019 ottiene la licenza di allenatore UEFA A dopo aver frequentato il corso di Coverciano. Nell’agosto del 2020 viene nominato allenatore dei portieri del Napoli, entrando nello staff tecnico del suo ex compagno Gennaro Gattuso.
Il 10 novembre 2021 entra a far parte dello staff tecnico del suo ex compagno di squadra Andrij Ševčenko al Genoa.
Il 9 luglio 2025 entra a far parte dello staff di Paolo Bianco al Monza come preparatore dei portieri.

## Statistiche

### Presenze e reti nei club
Statistiche aggiornate al 30 giugno 2008.
| Stagione        | Squadra         | Campionato      | Campionato | Campionato | Coppa Italia | Coppa Italia | Coppa Italia | Coppe continentali | Coppe continentali | Coppe continentali | Altre coppe | Altre coppe | Altre coppe | Totale | Totale |
| Stagione        | Squadra         | Comp            | Pres       | Reti       | Comp         | Pres         | Reti         | Comp               | Pres               | Reti               | Comp        | Pres        | Reti        | Pres   | Reti   |
| --------------- | --------------- | --------------- | ---------- | ---------- | ------------ | ------------ | ------------ | ------------------ | ------------------ | ------------------ | ----------- | ----------- | ----------- | ------ | ------ |
| 1985-1986       | Lodigiani       | C2              | 1          | -1         | CI-C         | 0            | 0            | -                  | -                  | -                  | -           | -           | -           | 1      | -1     |
| 1987-1988       | Lazio           | B               | 0          | 0          | CI           | -            | -            | -                  | -                  | -                  | -           | -           | -           | 0      | 0      |
| 1988-1989       | Lazio           | A               | 12         | -11        | CI           | 2            | -4           | -                  | -                  | -                  | -           | -           | -           | 14     | -15    |
| 1989-1990       | Lazio           | A               | 28         | -25        | CI           | 2            | -2           | -                  | -                  | -                  | -           | -           | -           | 30     | -27    |
| 1990-1991       | Lazio           | A               | 34         | -36        | CI           | 2            | -3           | -                  | -                  | -                  | -           | -           | -           | 36     | -39    |
| 1991-1992       | Lazio           | A               | 32         | -37        | CI           | 3            | -4           | -                  | -                  | -                  | -           | -           | -           | 35     | -41    |
| 1992-1993       | Lazio           | A               | 11         | -19        | CI           | 4            | -3           | -                  | -                  | -                  | -           | -           | -           | 15     | -22    |
| Totale Lazio    | Totale Lazio    | Totale Lazio    | 117        | -128       |              | 13           | -16          |                    | 10                 | -11                |             | -           | -           | 130    | -144   |
| 1993-1994       | Cagliari        | A               | 34         | -47        | CI           | 1            | -1           | CU                 | 10                 | -11                | -           | -           | -           | 45     | -59    |
| 1994-1995       | Cagliari        | A               | 29         | -32        | CI           | 2            | -1           | -                  | -                  | -                  | -           | -           | -           | 31     | -33    |
| 1995-1996       | Cagliari        | A               | 19         | -29        | CI           | 4            | -8           | -                  | -                  | -                  | -           | -           | -           | 23     | -37    |
| Totale Cagliari | Totale Cagliari | Totale Cagliari | 82         | -108       |              | 7            | -10          |                    | 10                 | -11                |             | -           | -           | 99     | -129   |
| 1996-1997       | Cesena          | B               | 18         | -22        | CI           | 1            | -1           | -                  | -                  | -                  | -           | -           | -           | 19     | -23    |
| 1997-1998       | Fiorentina      | A               | 1          | 0          | CI           | 3            | -1           | -                  | -                  | -                  | -           | -           | -           | 4      | -1     |
| 1998-1999       | Piacenza        | A               | 28         | -36        | CI           | 1            | -1           | -                  | -                  | -                  | -           | -           | -           | 29     | -37    |
| 1999-2000       | Milan           | A               | 0          | 0          | CI           | 0            | 0            | UCL                | 0                  | 0                  | SI          | 0           | 0           | 0      | 0      |
| 2000-2001       | Milan           | A               | 0          | 0          | CI           | 0            | 0            | UCL                | 0                  | 0                  | -           | -           | -           | 0      | 0      |
| 2001-2002       | Milan           | A               | 0          | 0          | CI           | 0            | 0            | CU                 | 0                  | 0                  | -           | -           | -           | 0      | 0      |
| 2002-2003       | Milan           | A               | 1          | -4         | CI           | 0            | 0            | UCL                | 0                  | 0                  | -           | -           | -           | 1      | -4     |
| 2003-2004       | Milan           | A               | 0          | 0          | CI           | 1            | 0            | UCL                | 0                  | 0                  | SI+SU+CInt  | 0           | 0           | 1      | 0      |
| 2004-2005       | Milan           | A               | 0          | 0          | CI           | 0            | 0            | UCL                | 0                  | 0                  | SI          | 0           | 0           | 0      | 0      |
| 2005-2006       | Milan           | A               | 0          | 0          | CI           | 0            | 0            | UCL                | 0                  | 0                  | -           | -           | -           | 0      | 0      |
| 2006-2007       | Milan           | A               | 0          | 0          | CI           | 0            | 0            | UCL                | 0                  | 0                  | -           | -           | -           | 0      | 0      |
| 2007-2008       | Milan           | A               | 0          | 0          | CI           | 0            | 0            | UCL                | 0                  | 0                  | SU+Cmc      | 0           | 0           | 0      | 0      |
| Totale Milan    | Totale Milan    | Totale Milan    | 1          | -4         |              | 1            | 0            |                    | 0                  | 0                  |             | 0           | 0           | 2      | -4     |
| Totale carriera | Totale carriera | Totale carriera | 248        | -299       |              | 26           | -29          |                    | 10                 | -11                |             | 0           | 0           | 284    | -339   |

## Palmarès

### Giocatore

#### Club

##### Competizioni giovanili
- Campionato Primavera: 1

Lazio: 1986-1987

##### Competizioni nazionali
- Coppa Italia: 1

Milan: 2002-2003
- Campionato italiano: 1

Milan: 2003-2004
- Supercoppa italiana: 1

Milan: 2004

##### Competizioni internazionali
- UEFA Champions League: 2

Milan: 2002-2003, 2006-2007
- Supercoppa UEFA: 2

Milan: 2003, 2007
- Coppa del mondo per club: 1

Milan: 2007